# Casa al carrer del Puig, 12 (Sant Hipòlit de Voltregà)
La Casa al carrer del Puig, 12 és una obra de Sant Hipòlit de Voltregà (Osona) inclosa a l'Inventari del Patrimoni Arquitectònic de Catalunya.

## Descripció
Es tracta d'una senzilla construcció de planta quadrangular amb teulada a dues vessants que consta de planta baixa, un pis i golfes. La façana principal dona al carrer del Puig, i és una mostra de l'arquitectura urbana popular del segle xviii. Té molt poques obertures i totes són allindades; algunes tenen la llinda i els brancals de carreus de pedra i l'ampit motllurat.

## Història
Aquesta casa, igual que bona part de les que es poden veure al carrer del Puig, forma part del creixement urbanístic que es donà a la vila de Sant Hipòlit entre els segles xvii i xviii, expansió clarament condicionada pel pujolet que esquiva el carrer. És una mostra del creixement econòmic propiciat pel potent gremi de Paraires i Teixidors. Es tracta d'una senzilla casa de paraire, edificada vers el 1770, que ha perdurat en essència fins a l'actualitat.